# 플랑크 시대
플랑크 시대(Planck epoch)는 물리우주론에서 우주의 탄생부터 플랑크 시간까지의 시대이다. 이시기에는 중력의 양자 효과가 중요해진다. 우주의 초기에는 중력이 다른 기본 상호작용만큼 강했다. 이 시기에는 4가지 기본 힘(전자기력, 약한 상호작용, 강한 상호작용, 중력)이 초힘(superforce)이라는 하나의 힘으로 통합되어있었다고 추정된다. 이시기는 뜨겁고 밀도가 높아 불안정해서 자발 대칭 깨침에 의해 대통일 이론에 따라 중력을 뺀 세힘이 통합된 대통일 시대로 바뀌었고, 이 대칭이 우주의 급팽창을 이끌었다고 생각된다. 현재 스위스 제네바의 유럽 입자 물리학 연구소 실험으로 플랑크 시대의 물질은 쿼크 글루온 플라스마 상태로 있다는 것을 알아냈다.